# Sidon
Sidon (hebr. צִידוֹן; današnji arapski naziv: صيدا Saida) je grad u drevnoj Feniciji, smješten sjeverno od Tira.

## Zemljopis
Koordinate: 33°32' s.z.š.; 35°22' i.z.d.
Sidon se nalazi oko 40 km južno od Beiruta, uz obalu Sredozemnog mora u današnjem Libanonu.

## Povijest

### Drevna Fenicija
Grčki povjesničar Strabon navodi Sidon kao jedan od najstarijih feničkih gradova.
Grad se spominje zajedno s Tirom u ugaritskom epu o Kirti, koji je vjerojatno nekoliko stoljeća stariji od teksta iz 1345. pr. Kr. koji je stigao do nas. Hetitski magijaski tekstovi iz ranog 14. stoljeća pr. Kr. spominju Sidon prije Tira na svome popisu regija. U spisima iz Amarne Sidon se više puta navodi kao predvodnik antiegipatskog saveza gradova-država.
Čini se da je faraon Tutmozis IV. posjetio ovaj grad. Satiričko egipatsko pismo iz razdoblja 19. dinastije, poznato kao Papirus Anastasi I., spominje Sidon na putu od sjevera prema jugu, koji još uključuje i Beirut, Seraptu i Tir. U doba 21. dinastije (oko 1090. – 1080. pr. Kr.) Sidon je imao oko 50 brodova koji su trgovali s Egiptom.
Značajniji rast grada započeo je invazijom Naroda s mora, jer se ovaj grad, čini se, uspio oporaviti prije svojih susjeda, a osobito prije Tira. Tako da će Sidonci zapravo ponovno utemeljiti Tir, što se vidi i iz kovanica što su ih, mnogo kasnije, u doba helenizma, izdavali Seleukovići.
Sidon će stoga postati sinonim za čitavu Feniciju, a fenički će kralj biti nazivan »sidonskim kraljem.«

### Asirska vlast
Za vrijeme svoga pohoda prema zapadu 701. pr. Kr., asirski kralj Sanherib svrgnuo je sidonskog kralja Lulija, koji je bio pristupio protuasriskom savezu. Na njegovo je mjesto postavljen Ittobaal, a njegov nasljednik, Abdimilkutti, ponovno će se pobuniti protiv Asirije. Asirski kralj Asarhadon, 677. pr. Kr., guši pobunu, a grad je tom prilikom srušen do temelja i njegov kralj pogubljen. Novi, asirski grad, pod imenom Kar-Asarhadon (Asarhadonova luka) postat će središtem asirske uprave u tom području.

### Perzijska vlast
Nakon dolaska Babilonaca i kralja Nabukodonosora II., sudbina grada nije sasvim jasna. U perzijskom razdoblju, Sidon je ostao važno upravno središte, kao glavni grad Pete satrapije, koja je obuhvaćala Siriju, Palestinu i Cipar, a njegova je flota imala osobitu važnost u grčko-perzijskim ratovima protiv Grčke. Uspjesi sidonske mornarice u ratovima s Egipćanima i Grcima donijeli su Sidoncima djelomičnu samostalnost. Usto, grad je bio poznat po staklarstvu i brodogradnji. Nadgrobni natpisi sidonskih kraljeva iz [Ahemenidsko Carstvo|perzijskoga] razdoblja otkriveni su početkom 19. stoljeća, te omogućuju gotovo sigurnu rekonstrukciju niza vladara i vremena njihove vladavine. Sredinom 4. stoljeća pr. Kr. Sidon se pod vodstvom kralja Teneja pobunio protiv perzijskog velikog kralja Artakserksa III. koji je pobunu ugušio, a nedugo poslije je u gradu izbio požar koji je odnio gotovo 40.000 života.

### Grci, Rimljani i Bizant
Tako oslabljen, Sidon je 333. pr. Kr. postao lakim plijenom Aleksandra Makedonskog, te mu se bez borbe predao. U to doba, te u vrijeme vlasti Seleukovića i Ptolemejevića, grad obnavlja djelomičnu autonomiju, a slično i u Rimskom Carstvu, nakon što su ga 64. pr. Kr. Rimljani osvojili. Oktavijan August ukinut će tu samostalnost i grad izravno podrediti Rimu.
Pod Bizantom Sidon je polako gubio na važnosti, no ipak je postao sjedištem biskupije. Nakon potresa iz 551. koji je pogodio istočnu sredozemnu obalu, u ovaj je grad preseljena glasovita bejrutska pravna škola.
Arheološka istraživanja antičkog Sidona i njegove okolice poduzimana su u više navrata, a u drugoj polovici 20. stoljeća zaustavio ih je urbani razvoj modernoga grada.

### Arapska vlast i Križarsko razdoblje
667. Sidon osvajaju Arapi, a u doba omejidske vlasti on i dalje ostaje prilično beznačajan, ali bogat grad administrativno podređen Damasku.
4. prosinca 1110. u vrijeme Prvog križarskog rata, Sidon su, nakon 47 dana opsade, osvojili križari na čelu s Baldvinom I., a grad će postati pod njihovom vlašću središte Sidonskog kneževstva, jednog od četiri vodeća kneževstva križarskoga Latinskog kraljevstva Jeruzalema. Sidon je u križarsko doba doživio više razaranja, osobito ono 1187. što ga je izvela Saladinova vojska, a konačno su ga 1249. osvojili i razorili Saraceni. Nakon obnove, ponovno su ga 1260. razrušili Mongoli. Mameluci ga osvajaju 1291., što označava kraj križarske prisutnosti.

### Od 15. stoljeća
Sidon će u svojoj povijesti doživjeti još dva kratka uspona. Najprije u 15. st. kad je postao trgobačka luka Damaska, a potom u 17. st. kad je u njemu libanonski emir Fakhredin naselio francuske trgovce. To je razdoblje okončano 1791. kad su osmanski Turci otjerali Francuze, a ulogu trgovačkog središta konačno preuzima Bejrut.
Nakon Prvog svjetskog rata, grad postaje dijelom Francuskog mandata u Libanonu, da bi ga u Drugom svjetskom ratu zauzela Velika Britanija. Nakon ovoga rata, Sidon postaje dijelom neovisnoga Libanona.

## Današnji grad
Prema podacima iz 2000., Sidon ima oko 200.000 stanovnika (1900. imao ih je oko 10.000), te je treći grad po veličini u Libanonu. Većinom su to sunitski i šijitski muslimani. Drevna luka danas se koristi samo za male brodice, a stanovništvo se bavi ribolovom, poljoprivredom, osobito voćarstvom, na okolnim, ne pretjerano prostranim poljima, te radom u rafineriji nafte.